# Бомбардировки на Берлин
Бомбардирането на Берлин е серия от въздушни нападения над столицата на Нацистка Германия, извършени от британските кралски ВВС и ВВС на САЩ, по време на Втората световна война.
Берлин е обект на общо 363 въздушни рейда по време на войната, част от стратегическите бомбардировки на съюзниците над градове на оста..